# ジョン・Y・ブラウン
ジョン・ヤング・ブラウン（英: John Young Brown、1835年6月28日 - 1904年1月11日）は、19世紀アメリカ合衆国の政治家、弁護士であり、1891年から1895年まで第31代ケンタッキー州知事を務めた。1859年から1861年、および1873年から1877年にはケンタッキー州選出アメリカ合衆国下院議員を務めた。ブラウンは都合3回アメリカ合衆国下院議員に選ばれたが、それぞれの期に論争があって紛糾した。最初に選ばれたのが1859年だが、まだ25歳になっておらず、憲法の規定を満たしていないと抗議したにもかかわらず選出された。選挙区の有権者がブラウンを選んだが、すぐには議員になれず、次の会期である第36期になって法廷年齢に達していたので議員になれた。その後ケンタッキー州内でヘンダーソンに移転し、そこの選挙区で1866年にも選出された。このときは南北戦争の間にアメリカ合衆国に忠実でなかったとされたことで議員就任を否定された。選挙区の有権者は別の代表を選ぶことを拒否し、議席は1期を通じて空席のままになった。ブラウンは1871年に州知事選挙に出馬して落選した後、再度1872年に下院議員に選出され、連続3期を務めた。その最後の任期で、マサチューセッツ州選出の下院議員ベンジャミン・フランクリン・バトラーを批判する演説を行ったことで、公式に問責された。この問責は後に議会記録から消去された。
ブラウンは下院議員を務めた後、一次政界から離れていたが、1891年にケンタッキー州知事選挙の候補者となることで政治の世界に復帰した。4人が出馬した民主党予備選挙で指名を確保し、知事選挙では共和党の対抗馬アンドリュー・T・ウッドに対して大勝した。ブラウン政権と州の民主党は金本位制支持者（ブラウン他）と自由銀支持者の間で分裂した。1891年にケンタッキー州新憲法が制定されたばかりであり、ブラウンの政権がその下での最初の政権だったので、議会の時間は新憲法に州の法典を適用させることに費やされた。その結果、ブラウンの任期中には取り立てて重要な成果が得られなかった。
ブラウンは知事としての任期が明けた後に、議会が自分をアメリカ合衆国上院議員に選出してくれることを期待した。党の自由銀派とは既に疎遠になっていたが、次期州知事選挙で民主党候補になっていたキャシアス・M・クレイ・ジュニア、いわゆる「ゴールドバッグ」の後ろ盾を得ていた。しかし、ブラウンの子供のうち2人が死んだことで、州知事選挙に対する興味も上院議員になりたいという望みもなくなってしまった。1899年民主党指名大会では候補者のウィリアム・ゴーベルが問題の残る戦術を使って知事候補指名を確保し、これに不満を抱いた党の派閥が別の指名大会を開いて、知事選挙の対抗馬にブラウンを選んだ。選挙でゴーベルが最終的な勝利宣言を行ったが、直後に暗殺された。ブラウンはこの暗殺で共謀者として訴えられた元州務長官ケイレブ・パワーズの法廷弁護人になった。ブラウンは1904年1月11日にヘンダーソンで死んだ。

## 初期の経歴
ジョン・ヤング・ブラウンは1835年6月28日にケンタッキー州ハーディン郡クレイズビル（現在のエリザベスタウン近く）で生まれた。父はトマス・ダドリー・ブラウン、母はエリザベス（旧姓ヤング）だった。父はケンタッキー州下院議員を務め、1849年州憲法制定会議では代議員になった。叔父のブライアン・ラスト・ヤングとウィリアム・シングルトン・ヤングはアメリカ合衆国下院議員を務めていた。ブラウンは父と共に旧ケンタッキー州議会議事堂で多くの時間を過ごしたので、早くから政治に関心を持つようになった。
初期の教育はエリザベスタウンの学校で受け、1851年、16歳の時にダンビルのセンター・カレッジに入学した。1855年、同カレッジを卒業し、ハーディン郡に戻って法律を勉強した。1857年に法廷弁護士に認められ、エリザベスタウンで法律実務を開業した。雄弁家という評判が立ち、引っ張りだこになったが、ノウ・ナッシング党を厳しく批判したことで、生命の危険も感じるようになった。
1857年、ブラウンはルーシー・バービーと結婚したが、ルーシーは翌年に死亡した。1860年9月、元アメリカ合衆国上院議員アーチボルド・ディクソンの娘、レベッカ・ハート・ディクソンと再婚した。この夫妻には8人の子供が生まれた。

## アメリカ合衆国下院議員
1859年、バーズタウンの民主党地方州会で、アメリカ合衆国議会下院の議席を求めて、現職のジョシュア・ジューエットの対抗馬に指名された。ブラウンはまだ憲法に規定される25歳にまだ1年以上足らないと抗議したが、選挙の結果は約2,000票差を付けてジューエットを破った。ブラウンはその年齢故に任期中の2期目の会期で初めて議員に就任した。1860年にはスティーブン・ダグラスの主宰する全国委員会の委員となり、大統領選挙ではジョン・ブレッキンリッジの従兄弟であるウィリアム・キャンベル・プレストン・ブレッキンリッジなど、ブレッキンリッジの支持者との一連の討論に関わった。

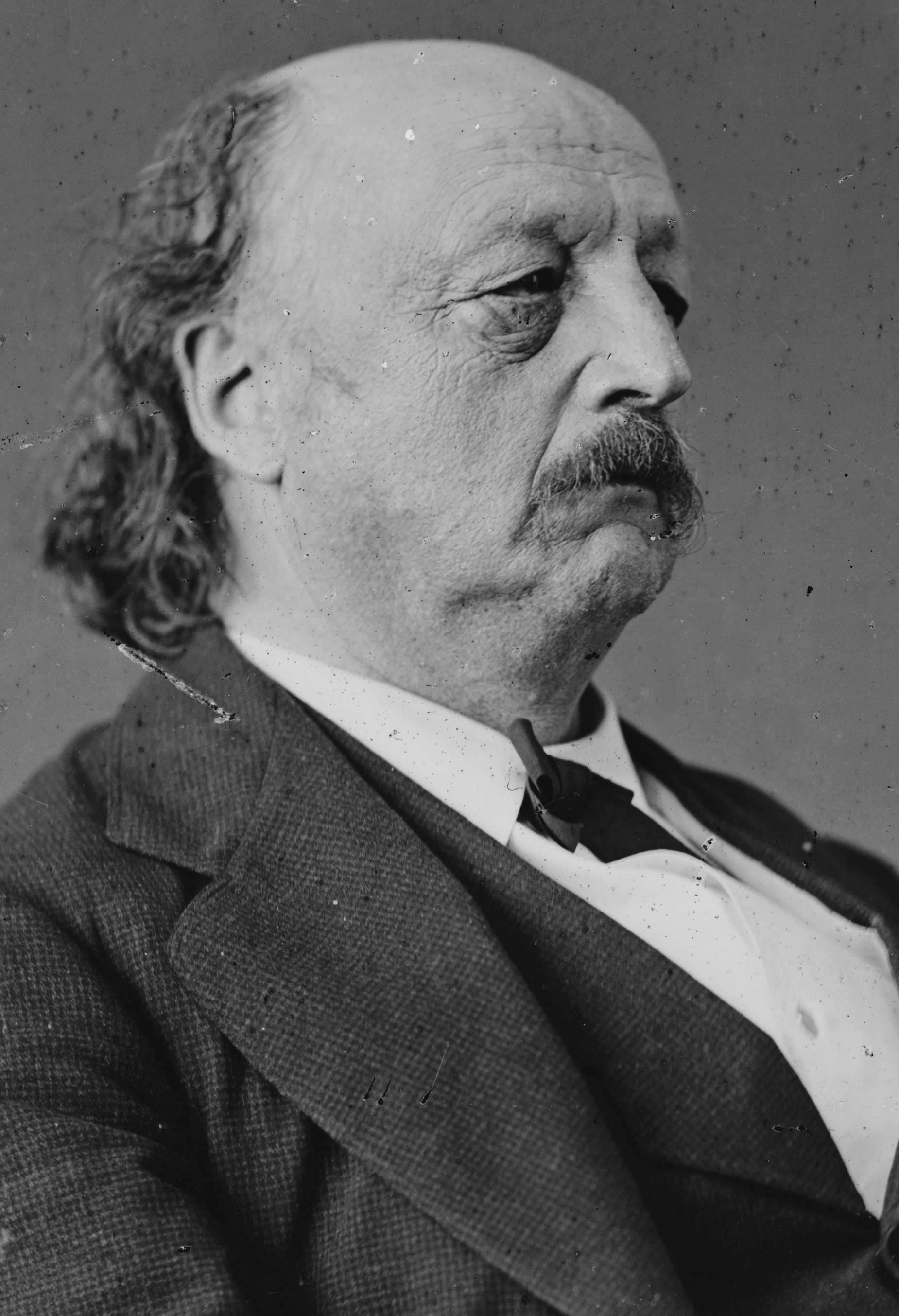
ベンジャミン・フランクリン・バトラー、ブラウンがバトラーを批判したことで、下院からブラウンの公式問責に繋がった

正確な時期は不明だが、この頃ブラウンはヘンダーソンに移転した。南軍の士官だったストーブパイプ・ジョンソンによれば、1862年初期にヘンダーソンでジョンソンを出迎えた町の指導者の中にブラウンが居たとされているが、別の資料では、戦後になってからブラウンがヘンダーソン移ったことになっている。戦中のブラウンの心情は圧倒的に南部側に傾いていた[a]。
ブラウンは1866年もアメリカ合衆国下院議員に再選された。しかし、このときは南北戦争の間にアメリカ合衆国に忠実でなかったとされたことで議員就任を否定された。選挙区の有権者は別の代表を選ぶことを拒否し、州知事のジョン・W・スティーブンソンが下院の行動に対して公式に抗議する訴訟を行ったが、議席は第40会期1期を通じて空席のままになった。
1871年2月3日、スティーブンソン知事がアメリカ合衆国上院議員に就任するために州知事を辞任し、その残り任期は上院議長代行のプレストン・レスリーが継いだ、この年8月にあった州知事選挙に向けては、レスリーが党から中途半端な支援を得ているだけであり、指名候補者の中にブラウンの名前もあった。しかし数回投票を行った後で、ブラウンはどうやっても過半数を獲得できないことが明らかとなり、それまで支持してくれた者達が他の候補者の支持に回った。翌1872年、アメリカ合衆国下院議員の選挙では10,888票対457票という圧倒的多数でブラウンが再選され、議席に着いた。その後2回再選され、1877年まで議員を務めた。
下院におけるブラウンの最も著名な行動は、マサチューセッツ州選出のベンジャミン・F・バトラーが1875年公民権法の成立を求めたのに対し、1875年2月4日に行った演説だった。バトラーが前日の説明で、南部でアフリカ系アメリカ人に対する無法状態があると触れたことに言及し、ある個人によって南部人に対して成された不当な告発だと主張した。その個人（バトラー）とは、「尊敬すべき社会によって自家内では無法者であり、その名前は欺瞞と同義語であり、ペテンの推進者かつ如何なる場合もペテン師、泥棒の代弁者、彼を叙述するに悪徳と悪意の脅威が強いので、想像力を枯らし、毒舌を使い尽くすような者」と語った。ブラウンはさらにスコットランドの悪名高い殺人者ウィリアム・バークについて触れ、その犠牲者を殺す方法が「バーキング」と呼ばれていると付け加えた。演説がここまで来た時点で、下院議長のジェイムズ・G・ブレインがブラウンを制止し、ブラウンが下院議員の誰かについて言及しているかを尋ねた。ブラウンは曖昧な回答をした後、「私が言おうとしているのは、戦時における小心さ、平時における冷酷さ、道徳における禁忌、政治における悪名であり、それを「バトラーしている」と言うことになる」と続けた。議場はブラウンの発言に対する抗議の声で騒然となり、激怒した共和党議員はブラウンの即時追放を要求した。ブラウンは追放こそされなかったが、議会で不適切な言葉を使ったとして、下院から公式に問責された。その後の議会でこの問責は公式記録から消された。

## 1891年ケンタッキー州知事選挙

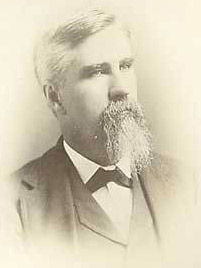
キャシアス・M・クレイ・ジュニア、1891年民主党州知事候補指名争いでブラウンと接戦を演じた

ブラウンは下院議員の任期が明けた後、ケンタッキー州ルイビルで法律実務を再開した。1891年、州知事選挙で民主党公認候補の候補者になった。他の候補者には、キャシアス・マーセラス・クレイ・ジュニア（元アメリカ合衆国下院議員ブルータス・J・クレイの息子、奴隷制度廃止運動家キャシアス・マーセラス・クレイ・シニアの甥）、ジョン・ダニエル・クラーディ博士（後のアメリカ合衆国下院議員）、ケンタッキー州検事総長のパーカー・ワトキンス・ハーディンがいた。民主党はルイビル・アンド・ナッシュビル鉄道など企業の支持者と、農業利益の支持者との間で分裂した。また保守的なバーボン民主党は金本位制を支持し、進歩派は自由銀鋳造を要求したので、この分裂もあった。農業の有権者はクレイとクラーディの間でほぼ同数で分かれ、自由銀支持者はハーディンとクラーディの間で分かれた。ブラウンは、生涯の大半を州西部の農業地帯で生活し、強力な農民同盟と疎遠になることもなかったので、農業利益の追求者には受け入れられる候補であり、一方ルイビル・アンド・ナッシュビル鉄道は企業規制の問題についてブラウンが穏健だと判断した。バーボン民主党はブラウンの健全な金融政策に満足していた。
民主党指名大会が始まったときに、ブラウンが有力候補だった。第1回目の投票では275票を獲得してリードし、クレイが264票、クラーディが190票、ハーディンが186票だった。その後9回の投票が行われたが、票数の変化は小さかった。最終的に大会議長が、次の投票で最下位になった候補者が脱落すると宣言した。このときクラーディが最下位となり、その支持者達は次の投票で残る3人の候補者にほぼ等分に分かれた。ハーディンが次に脱落する者となり、ブラントクレイが残った13回目の投票でブラウンが過半数を獲得した。
共和党はマウントスターリング出身の弁護士アンドリュー・T・ウッドを指名してきた。ウッドは先のアメリカ合衆国下院議員選挙および州検事総長選挙で落選していた。この州知事選挙と同時に、有権者は新しく策定された州憲法を批准するかを問われていた。分裂した民主党は党大会の綱領の一部として憲法に対する立場を示さなかった。ウッドはその選挙運動の大半を使って、ブラウンに新憲法に賛成なのか反対なのか明らかにさせようとした。選挙の6週間前、ブラウンは大衆が新憲法を強く支持している動態を感じ取り、最終的に新憲法賛成の立場を選んだ。選挙の残り期間、ウッドはブラウンとルイビル・アンド・ナッシュビル鉄道との間で法人規制を骨抜きにしようとしている陰謀とされるものを取り上げたが、この問題は多くの関心を惹かなかった。
民主党と共和党はどちらも、選挙戦に新しく入ってきたポピュリスト党の候補者S・ブルワー・アーウィンの存在を心配していた。多くの者はその綱領が急進的に過ぎると考えたが、第3の候補者として強い支持を得ていた。これまで農民票の大部分を制していた民主党は、会員数125,000人の農民同盟がアーウィンを支持するのではないかと特に心配した。しかしそのようにはならず、投票結果はブラウン 144,168 票、ウッド 116,087 となって、ブラウンが当選した。ブラウンは選挙には勝ったが、過半数には達しなかった。ポピュリストのアーウィンが25,631票で9%、禁酒党の候補者が3,292票を獲得していた。

## ケンタッキー州知事
ブラウンが知事であった時期の議会は紛糾した。ブラウンの支持者は民主党の他の候補者に影響を与えたくないか、与えられない者であり、通貨問題に関する緊張関係で内閣も割れた。検事総長ウィリアム・ジャクソン・ヘンドリックス、財務官ヘンリー・S・ヘイル、監査官ルーク・C・ノーマンは自由銀の支持者であり、ブラウンの任期を通じて、ブラウンとブラウンが指名した州務長官ジョン・W・ヘッドリーと反目した。時間の経過と共に民主党全体のひびは深く広がっていった。ブラウンは度々議会とも衝突し、議会を通過した法案に拒否権を使うこともあった。その拒否権が覆されることもなかった。
1891年の最終日に議会が招集されたとき、ブラウンは現行州法に対して新憲法がどのように影響するかを研究する委員会を指名したと報告した。また州の財政赤字は229,000ドルであり、1893年末には50万ドルに達することが予測されるとも宣言した。これら2つの大きな問題があったので、議会は1891年12月から1893年7月までほとんど連続的に開会されていた。会期が長かったことで、「長い議会」という嘲笑的な渾名がつけられた。会期が延長された理由の一部は、上下両院とも定足数を確保するのが難しかったことだった。ルイビルの新聞によると、1つの月でケンタッキー州下院の出席者は、定数100人中61人が最大だったと報じていた。その結果、幾つかの法案は過半数ではなく、絶対多数で通過していた。これら法案が裁判所で否定される可能性を怖れたブラウンは、それらに拒否権を行使した。
ブラウンはこの会期の間に、進行していた州全体の測量があまりに費用がかかりすぎると考えて中断させることに成功した。憲法の規定では通常会期が8月16日に終わることになっていたが、ブラウンは拒否権を使った重要法案に書き直しが必要なこと、すでに署名して法制化されたものに新憲法に合わせるために修正が必要なことのために議会の特別会期を8月25日に招集した。ブラウンが提唱し、議会を通過した主要な法としては、税徴収方法の改善、法人の厳しい統制があった。ブラウンが具体的に提唱してはいなかったが、議会を通過した法として、州内の鉄道で人種分離を行うことがあり、「分割客車法」と呼ばれた。この特別会期は11月1日まで続いた。
ブラウンは提案されていた鉄道に対する増税法案に拒否権を使ったことで、鉄道会社から評価されたが、州内の2大鉄道会社であるルイビル・アンド・ナッシュビル鉄道とチェサピーク・アンド・オハイオ鉄道の合併を妨害したことでその怒りを買った。鉄道建設のために受刑者労働力を借りたメイソン・アンド・フォード・カンパニーは、ブラウンの刑務所改革に不満だった。ブラウンは前任知事サイモン・B・バックナーを、メイソン・アンド・フォード・カンパニーに対して違法に受刑者労働力を使うことを認めたとして告発したが、バックナーはそれを熱烈に否定した。
1894年の議会会期中に、ブラウンは、州政府の特定予算を郡に移管する法案、州の印刷に関する契約を改革する法案、保護施設や慈善施設を統制する法を明確にする手段など、州政府のやり方を効率化する手段をいくつか提案し、成立させた。その中で最も重要な法であり、最も議論を呼んだ法は、州の歴史の中で初めて既婚女性に個人資産権を与えるものだった。その他この会期中に成立したものには、石炭の基本的安全確保手段、公立学校法、タバコについて共謀して入札することを禁ずる手段、穀物倉庫に対する新しい規制、無料高規格道路を提供する法などだった。ブラウンが提唱したが、議会を通らなかった法案としては、州鉄道委員会の権限を拡大する法案、州認定銀行検査官事務所と公的印刷監督官事務所を設立する法案、青年受刑者を分離して収監するなど刑務所管理を改善する法案があった。ブラウンはまた州の仮釈放委員会を廃止することも働きかけたが、議会がそれを否定すると、ブラウンは委員会の推薦を無視することに決めた。
ブラウンが知事であった間にケンタッキー州では暴動が繰り返された。1892年から1895年、州内で56件のリンチがあった。特に著名な事件は、オハイオ州シンシナティの判事がケンタッキー州で白人を銃で撃ったという容疑の黒人の引き渡しを拒んだことだった。この判事の判断は、容疑者をケンタッキー州に戻した場合に暴徒の犠牲になる可能性が高いという、判事自身の意見に基づいていた。ブラウンはこの判事の判断を議論する中で、「この州内で度々暴動が起きたことは残念であるが、大衆の熱情は最も凶悪な犯罪の遂行によって燃え上がったのが常だった」と宣言することで、過去に州内で起こった暴力事件の幾らかを正当化しようとした。

## 晩年と死
1896年にブラウンの州知事としての任期が明けたときに、アメリカ合衆国上院議員への選出を望んだことは広く知られていた。ブラウンの知事職を引き継ぐ民主党の候補者には、以前のライバルであるキャシアス・M・クレイ・ジュニアとパーカー・ワトキンス・ハーディンであり、ブラウンは上院議員となるためには結局後継者の支援が必要になると考えた。ブラウンはハーディンとその自由銀支持者とは疎遠になっていたので、クレイ支持を選んだ。しかし、ブラウン家の悲劇がこの競争に対する興味を失わせることになった。1894年10月30日、10代だった娘のスーザンが結核で死んだ。その数か月後、息子のアーチボルド・ディクソン・ブラウンがその妻と離婚した。その後息子は不倫を犯していたことが分かった。密告によると、愛人の夫が二人をルイビルのブローテルで発見し、拳銃を抜いて妻とアーチボルド・ブラウンに発砲し、二人とも殺した。家族の中で悲劇が続いたことについて、ブラウンはクレイに宛てて「私は上院議員の候補者になるべきではない。最近降りかかった私の子供達の惨劇によって、私は競争に全く向いていないことを示した。私の悲しみは、夜の黒い吸血鬼のように大変深いので、私の大望の動脈と静脈そのものを吸って乾燥させたように思われる」と書き送った。クレイは指名争いでハーディンに敗れた。ブラウンはハーディンの後押しを拒否し、民主党を分裂させたので、共和党がウィリアム・O・ブラッドリーをケンタッキー州で初めて州知事に当選させることになった。ブラウンは上院議員に対する興味を失ったと宣言していたにもかかわらず、J・C・S・ブラックバーン上院議員の後釜を決める大騒ぎになった1896年の選挙では、1票を得ることになった。

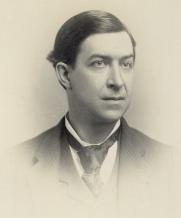
ウィリアム・ゴーベルが候補指名されたことで、1899年の知事選挙にはふたたびブラウンを引き出すことになった

ブラウンは知事を辞した後に、ルイビルでの法律実務に再度戻った。1896年にはアメリカ合衆国下院議員選挙に出馬したが、共和党のウォルター・エバンスに敗れた。ブラウンは後に、1896年アメリカ合衆国大統領選挙に出馬していたウィリアム・ジェニングス・ブライアンへの民主党投票率を上げるためにのみ出馬したと主張していた。1899年の民主党指名大会に先立ち、ブラウンは知事候補になる可能性があると言われたが、ブラウン自身は候補を辞退した。党大会が始まると、大会の議長候補者ともいわれたが、これも辞退した。
ブラウンは知事候補になることに興味がないと宣言していたが、最初の投票ではブラウンの名前が入っていた。他にはパーカー・ワトキンス・ハーディン、元アメリカ合衆国下院議員のウィリアム・J・ストーン、および上院議長代行のウィリアム・ゴーベルが入っていた。この大会はストーンとゴーベルがハーディンを脱落させるために仕組んだ、広く知られた合意が敗れたときに大混乱に陥った。投票はその後4日間（日曜日は除く）続き、誰も過半数が得られなかった。ブラウンにも投票ごとに数票が投じられた。最終的に代議員団は誰かが過半数を得るまで、投票ごとに最下位得票者を落としていくことにした。その結果、数回の投票でゴーベルの指名が決まった。
この大会の後、不満を抱いた民主党員が党の後任候補を拒否すること、および別の候補指名大会を開くことについて検討を始めた。ブラウンがこの集団のリーダーとなり「正直選挙同盟」を標榜した。1899年8月2日にレキシントンで開催された集会で新しい大会の案が作られた。8月16日に同市で開かれた大会で、指名が公式のものになった。正直選挙同盟はブラウンに加えて、他の選挙で選ばれる州役人についても候補者名簿を作成した。
ブラウンは1899年8月26日、ボーリンググリーンでの演説から選挙運動を開始した。ブラウンは密かに民主党の知事候補指名も求めていること、上院議員ウィリアム・ジョセフ・デボーの後継を狙っていること、指名大会の後でゴーベルのために発言することに合意したことという主張など、自分について言われたことの多くに回答を用意した。ブラウンはデボー上院議員の後継になる望みが有ること、もし提案されれば知事候補指名を受け入れていたことを認めたが、ゴーベルのために話をすることに合意したとするのは否定した。現職上院議員のブラックバーンは、1860年の大統領選挙でジョン・ブレッキンリッジの代わりにスティーブン・ダグラスを支持したように、ブラウンが再度党を割ろうとしていると告発した。ブラウンは「オマハ・ワールド・ヘラルド」に掲載されたウィリアム・ジェニングス・ブライアンの記事を引用することで応えた。それはある個人が党の候補者を適していないと考えるならば、それに対抗する者に投票する権利があると主張したものだった。
ブラウンはその年齢と悪化した健康状態のために、週1回演説ができる程度だった。マディソンビルで行われた選挙運動でゴーベルとの討論を要求したが、ゴーベルがそれを無視した。ブラウンや、その選挙運動のために挙げられていた他の演説者は、度々ゴーベルの拒否に注意を喚起し、この挑戦を認め討論に合意するよう仕向けた。ウィリアム・ジェニングス・ブライアンがゴーベルと協力するためにケンタッキー州を訪れたとき、ブラウンはジェニングスに手紙を送って、ゴーベルとストーンの間の合意が破れた故にゴーベルの候補指名を否定すべきことを伝えた。ブライアンは大会での出来事についてコメントすることを拒否し、党に忠誠であることの重要性を強調した。ブライアンは正直選挙同盟の大会を無規則で向こうだと非難した。
選挙戦の終盤にきてブラウンの運動はつまずいた。選挙日の2週間前、ブラウンはリッチフィールドで倒れて負傷した。その結果、自宅に拘束され、選挙演説を行えなくなった。ただし、車いすで喋らせようという試みはあった。選挙結果では共和党のウィリアム・S・テイラーが193,714 票、ゴーベルが191,331 票とわずかに足りず、ブラウンは12,140 票に留まった。
ゴーベルはいくつかの郡での開票結果に異議申し立てを行った。その異議申し立てが審査されている間に、ゴーベルは正体不明の暗殺者に撃たれた。最終的にゴーベルが当選者と宣告されたが、就任宣誓の2日後に傷がもとで死んだ。ゴーベルの暗殺に関わったとされた者達の中には、テイラー知事の州務長官ケイレブ・パワーズが居た。パワーズは第一審のときにブラウンを法廷弁護士として雇用した。第一審は1900年7月に有罪で結審した。ブラウンは1904年1月11日にヘンダーソンで死に、同市のファーンウッド墓地に埋葬された。20世紀のケンタッキー州選出アメリカ合衆国下院議員ジョン・Y・ブラウン・シニアは、本稿のブラウンの名前を貰ったが、親戚関係ではない。

## 原註
- ^[a] The National Governors Association web site claims Brown served as a cavalry colonel during the war, but provides no elaboration. Neither Brown's contemporaries (Levin, Johnson, Hughes, etc.) nor later historians (Clark, Harrison, Ireland, etc.) mention this service.

## 参考図書
- Powers, Caleb (1905). My own story: an account of the conditions in Kentucky leading to the assassination of William Goebel, who was declared governor of the state, and my indictment and conviction on the charge of complicity in his murder. The Bobbs-Merrill Company 2010年10月17日閲覧。